# آرویداس یانونیس
آرویداس یانونیس (انگلیسی: Arvydas Janonis؛ زادهٔ ۶ نوامبر ۱۹۶۱) بازیکن سابق فوتبال اهل شوروی است.
از باشگاه‌هایی که در آن بازی کرده‌است می‌توان به باشگاه فوتبال لوکوموتیو مسکو اشاره کرد.